# سوسک داغداغان
سوسک داغداغان (نام علمی: Scolytus muticus) نام یک گونه از سرده پوسته‌نشین‌ها است.